# Estàtua de Kurlil

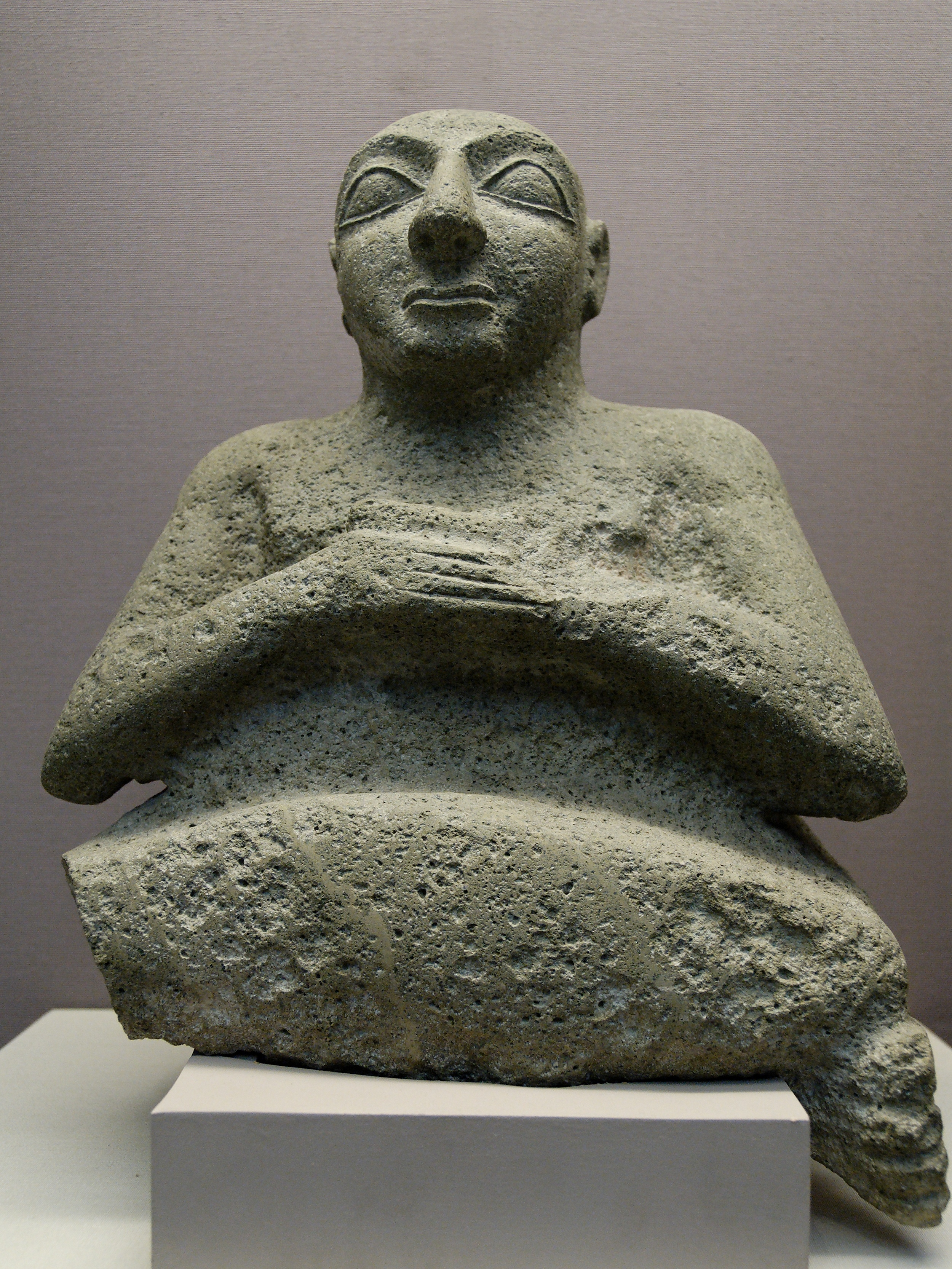
Estàtua de Kurlil, governant funcionari de l'antiga ciutat d'Uruk.

Esquema amb la situació de la ciutat sumèria d'Uruk.

L'Estàtua de Kurlil, datada de l'any 2500 aC, va ser elaborada en el Període Dinàstic Arcaic de Mesopotàmia, en època de la civilització sumèria, considerada com la primera i més antiga civilització de la història, que es va estendre pel sud de Mesopotàmia, a la zona dels rius Tigris i Eufrates.

## Troballa
La peça va ser trobada l'any 1919, a unes excavacions liderades per l'arqueòleg britànic H. R. H. Hall, a les ruïnes del temple dedicat a la deessa sumèria Ninhursag, erigit a la zona de Tell Al-Ubaid, al nord d'Ur, antiga ciutat del sud de Mesopotàmia que estava localitzada prop d'Eridu i de la desembocadura del riu Eufrates al Golf Pèrsic, avui dia, les seves ruïnes es troben a 24 km al sud-oest de Nasiriyah, a l'actual Iraq.

## Característiques
- Altura: 37,5 centímetres.
- Material: pedra calcària.
- A l'estàtua apareixen dues inscripcions cuneïformes, on apareix el nom del funcionari d'Uruk, Kurlil, una d'elles sobre l'home dret de la figura.

## Simbologia
L'estàtua representa a Kurlill, un oficial de la ciutat sumèria d'Uruk, que el mateix va ofrenar a la Ninhursag, Senyora dels Pujols Sagrats, també anomenada Damkina, era la Terra i deessa mare que generalment apareixia com la germana d'Enlil, però en algunes tradicions ella era el seu consort. Possiblement va néixer de la unió d'An i de Nammu, o també de vegades figura com a filla de Kishar. Als seus primers dies va ser separada del cel (An), i treta fora per Enlil. Amb el nom d'Antu, apareix com a progenitora de la majoria dels déus, dels Anunnaki, els Igigi i els Utukku; amb l'ajuda d'Enki produeix la vida animal i vegetal.

## Conservació
La peça es troba exposada al Museu Britànic a Londres des de l'any 1919 amb el nombre d'inventari EM 114207.